# 23729 Kemeisha
23729 Kemeisha è un asteroide della fascia principale. Scoperto nel 1998, presenta un'orbita caratterizzata da un semiasse maggiore pari a 2,2942393 UA e da un'eccentricità di 0,1887536, inclinata di 5,88723° rispetto all'eclittica.